# International Food and Beverage Alliance

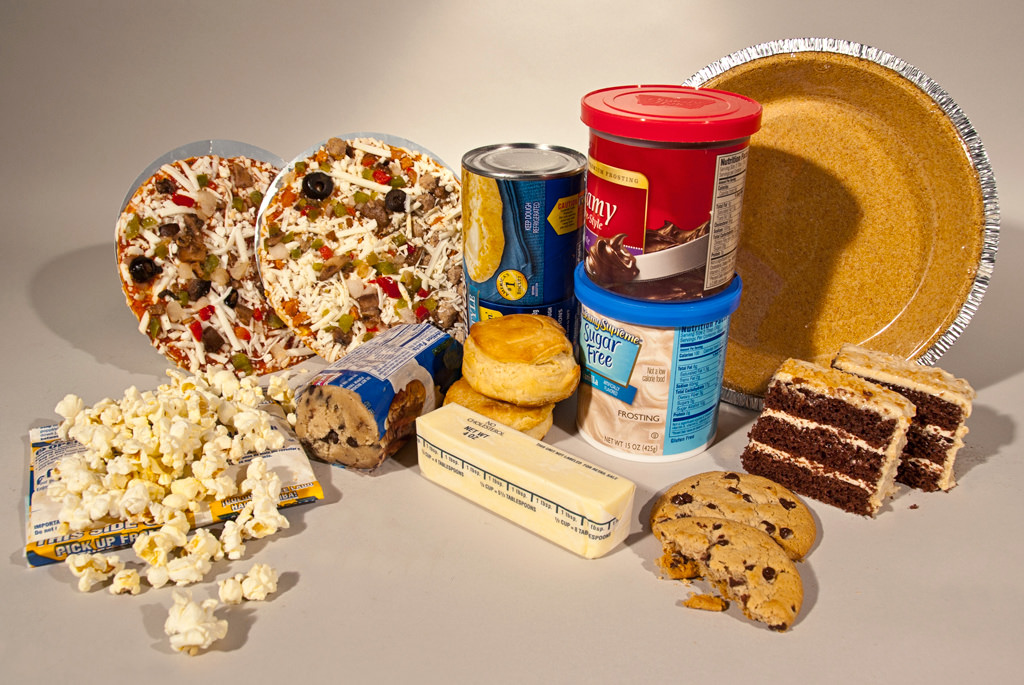
L'OMS a un programme REPLACE visant à progressivement supprimer dans le monde, les acides gras trans (cardiotoxiques) produits et utilisés par l'Industrie alimentaire. C'est aussi une volonté de la FDA et de l'UE. Depuis 2010 au moins, l'IFBA s'est engagée à y contribuer, notamment dans l'alimentation des enfants

L'Alliance internationale de l'alimentation et des boissons (IFBA, à ne pas confondre avec l'acronyme, identique, de l'International Federation of Biosafety Associations ou avec celui de l'Instituto Federal da Bahia) est une organisation enregistrée à Genève, fondée en 2008 (au début de la crise de 2007), par les PDG de 10 des plus grandes entreprises mondiales de l'industrie alimentaire et des productions de boissons non alcoolisées.
L'IFBA a depuis 2010 au moins, de manière publiquement affichée dans sa communication, l'objectif de soutenir des partenariats public-privé susceptibles de permettre à l'OMS d'atteindre ses objectifs dans le domaine des maladies non transmissibles, et d'« aider les individus à travers le monde à avoir des régimes alimentaires équilibrés et des modes de vie sains »,dont :
- en supprimant notamment les acide gras trans qui selon l'OMS (2022) tuent environ 500 000 personnes par an  des suites de maladie coronaire dans le monde[1] ;
- en diminuant de 30 % l’apport moyen en sel pour atteindre moins de 5 g de sel par jour d’ici 2025 (cf plan OMS 2013-2020 adopté en 2013). Selon un communiqué de l'IFBA (2022), ses membres ont atteint cet objectif[5], mais le rapport de l'Alliance vise 2030 et est plus mitigé (seuls les produits les plus vendus sont concernés)[6].

Les membres de l'IFBA s'adaptent aussi à la demande d'aliments sains (ex : en novembre 2016, PepsiCo annonce achète KeVita (marque américaine de boissons probiotiques) puis lance l'année suivante une gamme de soupes de légumes et de desserts aux fruits présentés comme « bons pour la santé », nouveautés présentées comme des gages de bonne volonté et d'avancées, l'entreprise continue par ailleurs à vendre des sodas sucrés et des produits ultra-transformés considérés comme mauvais pour la santé.
Mais l'IFBA est aussi soupçonnée d'être aussi l'une des organisations de façade mises en place par  l'« industrie des aliments ultra-transformés » (ou UPFI pour Ultra-processed food industry) pour garantir leurs positions et intérêts industriels et commerciaux dans le monde. L'IFBA compte en effet quelques-uns des plus gros producteurs d'aliments ultra-transformés du secteur de l'industrie de l'alimentation, aliments connus pour être l'une des causes de l'épidémie mondiale de maladies non contagieuses, et les entreprises membres de l'IFBA ne suivent que lentement et modérément les recommandations de l'Organisation des Nations unies (ONU) qui ont « exhorté les gouvernements à restreindre la commercialisation d'aliments malsains et de boissons non alcoolisées auprès des enfants ».
Une évaluation publiée en 2019 a conclu qu'aucun progrès n'a été fait en près de 15 ans dans le choix d'un évaluateur indépendant chargé d'évaluer la politique globale de l'IFBA.

## Membres
En 2018, les membres de l'IBA étaient douze multinationales :
- The Coca-Cola Company
- Danone
- Ferrero
- General Mills
- Grupo Bimbo
- Kellogg's
- Mars
- McDonald's
- Mondelēz International
- Nestlé
- PepsiCo
- Unilever

## Gouvernance
L'organisation est animée par un président et des co-président et pilotée par un secrétaires général.

## Une représentativité à relativiser
Selon une étude (2017) publiée par les universitaires canadien et australien Jennifer Clapp & Gyorgy Scrinis, les entreprises de la Big Food, c'est-à-dire de la production d'aliments industriels transformés, ultra-transformés et emballés, ont fait croire que la valeur nutritionnelle des aliments se réduit à celle des nutriments qu'ils contiennent (principe de l'équivalence en substance), et ils ont capitalisé cette croyance comme moyen d'améliorer leur pouvoir et leur position dans le marché mondial. 
Selon Clapp & Scrinis, via des partenariats public-privé axés sur la nutrition et grâce à un lobbying permanent, ils ont cherché à directement et indirectement influencer les politiques publiques et la gouvernance de l'alimentation mondiale, tout en communiquant abondamment sur les aspects nutritionnel et de sécurité des aliments, pour renforcer leur pouvoir et leur influence dans le secteur. L'ISBA façonne les perceptions du public et l'environnement réglementaire plus large et imposent ainsi les standards industriels de ses membres à une partie croissante des chaînes d'approvisionnement agroalimentaires du monde.
L'ISBA et sa douzaine d'entreprises sont l'un des lobby les plus influents du secteur de l'alimentation, notamment parce l'ISBA s'est introduite dans les processus de décision de l'OMS.
Paradoxalement, hors du secteur boisson, l'ISBA ne représente numériquement et en volume qu'une petite part du marché mondial et des emplois du secteur alimentaire global (constitué, lui, de millions de très petites, petites et moyennes entreprises et d'un important secteur informel). En 2010, les 10 plus grandes sociétés de boissons non-alcoolisées fournissaient plus de la moitié (52,3 %) de ce marché dans le monde ; avec notamment Coca-Cola (25,9 %), devant PepsiCo (11,5 %). Cependant, les dix principales entreprises alimentaires ne mettaient sur le marché que 15,2 % de tous les aliments transformés et emballés industriels, aucune ne fournissant plus de 3,3 % du marché mondial. Cette faible représentation est d'ailleurs un argument retenu par 3 chercheurs internes de Pepsi, pour lesquels « sans la pleine participation de ces petites entreprises, l'impact des engagements pris par les membres de l'IFBA et d'autres grandes entreprises multinationales de l'alimentation et des boissons restera limité ».

## Critiques, controverses
L'IFBA a toujours préconisé une relation étroite de l'industrie alimentaire avec l'OMS, et elle a obtenu par ailleurs par un statut consultatif spécial auprès du Conseil économique et social des Nations unies (ECOSOC), officiellement dans l'objectif de soutenir l'OMS.
En 2016, les sociétés membres de l’IFBA se sont engagées à réduire leur utilisation d'acides gras trans produits industriellement à des niveaux insignifiants sur le plan nutritionnel, dans le monde entier, et avant le fin 2018.
En 2018, Rocco Renaldi, secrétaire général de l’IFBA a annoncé que son organisation accueillait favorablement cette action conjointe de l’Organisation mondiale de la santé et de Resolve to Save Lives, affirmant que « les acides gras trans produits industriellement ont été supprimés de 98,8 % des gammes de produits globales ».
La volonté de grande proximité de l'IFBA avec l'OMS s'est avérée suspecte quand l'IFBA s'est opposé à la mise en place et diffusion d'un outil de l'OMS visant à aider les pays à protéger leurs politiques nutritionnelles contre les conflits d'intérêts. Dans un e-mail publié par The Times of India, l'IFBA s'est montrée en train de faire pression sur les États membres de l'OMS contre l'exclusion de l'industrie alimentaire du cadre d'engagement de l'OMS avec les acteurs non étatiques,.
Selon une étude récente (2021), l'IFBA a été le plus prolifique des participants aux consultations de l'OMS des années 2010.
Mais une étude (2019) ayant évalué la responsabilité de la politique mondiale de IFBA sur les communications marketing destinées aux enfants (politique mondiale) au regard des recommandations de l'ONU et des meilleures pratiques, sur près de 15 ans (janvier 2004 → octobre 2018)  ne montre que des progrès modestes ou nuls : l'étude s'est basée sur le protocole LEAD (localiser, évaluer, assembler des preuves pour éclairer les décisions), proposé par l'Académie nationale de médecine pour identifier les preuves et noter la progression dans 5 niveaux de responsabilisation des entreprises (selon une grille  aucune, limitée, moyenne, étendue). L'étude a conclu que 
- aucun progrès n'a été fait pour nommer un organe habilité à évaluer la politique globale de l'IFBA[14] ;
- l'IFBA et la Fondation Access to Nutrition ont progressé dans la prise en compte et le partage de l'enjeu[14] ;
- divers acteurs n'ont fait aucun progrès pour demander des comptes à l'IFBA en cas de non-respect de ses objectifs en matière de santé, ou pour renforcer les responsabilités en vue d'une conformité future[14].

Les auteurs estiment que l'IFBA pourrait pour s'aligner sur les meilleures pratiques pour améliorer leurs politiques à échelle mondiale, et que l'ONU et d'autres parties prenantes devraient plus significativement pousser les entreprises de l'IFBA et tous ceux qui mettent sur le marché des produits alimentaire destinés aux enfants à moins proposer d'aliments et boissons compromettant l'alimentation et la santé, pour notamment diminuer l'obésité infantile.
Une autre études fait remarquer que parmi les anciens coprésidents de l'IFBA figure Janet Voûte, qui a été embauchée par le groupe Nestlé après avoir quitté son poste à l'Organisation mondiale de la santé.
L'un des premiers secrétaires généraux de l'IFBA était Delon Human, or ce médecin sud-africain semble avoir été démis de ses fonctions par l'IFBA, après que l'OMS ait découvert qu'il était en situation de conflit d'intérêts dans cette mission en raison de liens étroits et commerciaux avec l'industrie du tabac. Delon Human avait antérieurement été conseiller de la British American Tobacco via deux deux de ses sociétés.
En 2014, Rocco Renaldi, a été nomme secrétaire général par intérim de l'IFBA, fait notable car Rocco Renaldi est aussi l'un des fondateurs de Landmark Public Affairs, une agence de lobbying à Bruxelles, Londres, Singapour et New York, qui compte parmi ses clients PepsiCo, Kellogg's, la Fédération mondiale des annonceurs et l'« initiative volontaire EU Pledge » (par laquelle, pour se mettre en conformité avec une directive de l'Union européenne, quelques-unes des plus grandes entreprises alimentaires (23 en 2022), en lien avec la Fédération mondiale des annonceurs s'engagent à modifier leurs modalités de publicité auprès des enfants (zéro publicité pour les produits destinés aux enfants de moins de 13 ans, sauf éventuellement pour les produits nutritionnels communs, et zéro communication marketing sur les produits dans les écoles primaires)... en ciblant plutôt les parents pour qu'ils fassent « les bons choix alimentaires et de style de vie pour leurs enfants »),.
De plus, en avril 2021, R. Renaldi était aussi responsable d'un autre groupe de pression, européen : FoodServiceEurope (anciennement FERCO, créé en 1990, qui se présente en 2022 comme un « acteur important dans le processus décisionnel de l’UE » où il défend les intérêts de la restauration collective (plus de 600 000 employés fournissant plus de 6 milliards de repas par an).